# مصوام (ماوية)

تعديل مصدري - تعديل

مصوام  هي إحدى قرى مديرية ماوية بمحافظة تعز اليمنية، بلغ تعداد سكانها 1028 نسمة حسب التعداد السكاني في اليمن في 2004.